# リリウオカラニ公園
リリウオカラニ公園（Liliʻuokalani Park and Gardens）は、ハワイ島のヒロにある公園。日本庭園で知られる。

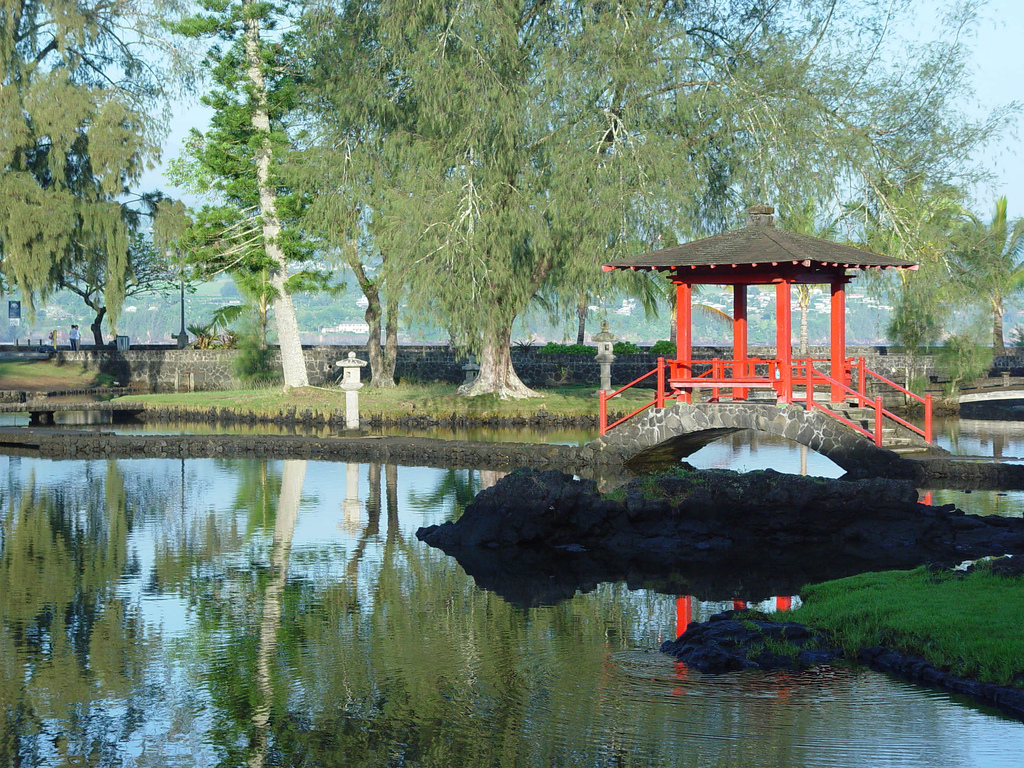
日本風のあずまや

## 概要
ハワイ島にある都市ヒロのダウンタウン南西の海沿いにあり、周辺にはバニヤン・ドライブが走り、ゴルフコースやグランド・ナニロア・ホテルなどが存在している。地理的にはヒロ湾のワイアケア半島に位置している。広さは30エーカー（120,000m²)あり、国外の日本庭園としては国外最大規模となっている。現在、公園はハワイ郡によって保護されている。
もともとは王族のための養魚場であり、現在のものよりも深い池があったという。そこでは王の好んだアマアマ（ボラ）やウルア（アジ）などが養殖されていたほか、オパマ（魚の一種）が多数いたといわれる。この土地を公園として提供したのはハワイ王国最後の女王であるリリウオカラニ女王であった。公園の名前はこのリリウオカラニ女王に由来している。日本庭園が造られた背景には、当時ヒロには多くの日系人がプランテーションなどの労働に従事しており、開拓に少なからず貢献していたという事情があった。それが完成したのは女王が逝去したのちの1917年である。

## 庭園
庭園は江戸風の日本庭園となっている。庭園の中央にはワイホヌ池という大きな池があり、太鼓橋が架かっている。その周りには錦鯉が泳ぐ池、パゴダ、像、鳥居などが設置されている。また、マンゴーや椰子の木といった南国ならではの植物もある。
また、リリウオカラニ公園は周辺住民の憩いの場であるだけでなくハワイと日本の深い関係の証でもある。公園内には常陸宮正仁親王によって贈られた松、裏千家の第15代千宗室家元より寄贈された「松浪庵」という茶室があるほか、日本移民100年を記念して各都道府県から贈られた灯篭、姉妹島である伊豆大島から姉妹島盟約30周年を記念して贈られた記念碑といった、日本から寄贈された記念品が多数存在する。

## モク・オラ
公園の近くには「モク・オラ」（別名ココナッツ・アイランド）という小さな島があり、橋で公園と繋がっている。この島はピクニックに最適であり、泳ぐのが幾分か制限されている。「モク・オラ」という名前は「命の島」という意味で、もともと王族のための寺院があり、神官（カフナ）がロミロミなどの医療行為を行ったり子どもの健やかな成長を祈った聖なる場所であったことから来ている。昔は罪人が泳いでこの島を一周すると、神官によって罪が許されたという。
モク・オラの東側には津波で破壊された古い橋の名残である石でできた塔がある。この島からはマウナロア、マウナケア、ヒロ湾とダウンタウンの素晴らしい眺めが一望できる。東側にはヒロ湾を守る巨大な防波堤が見える。

## ギャラリー

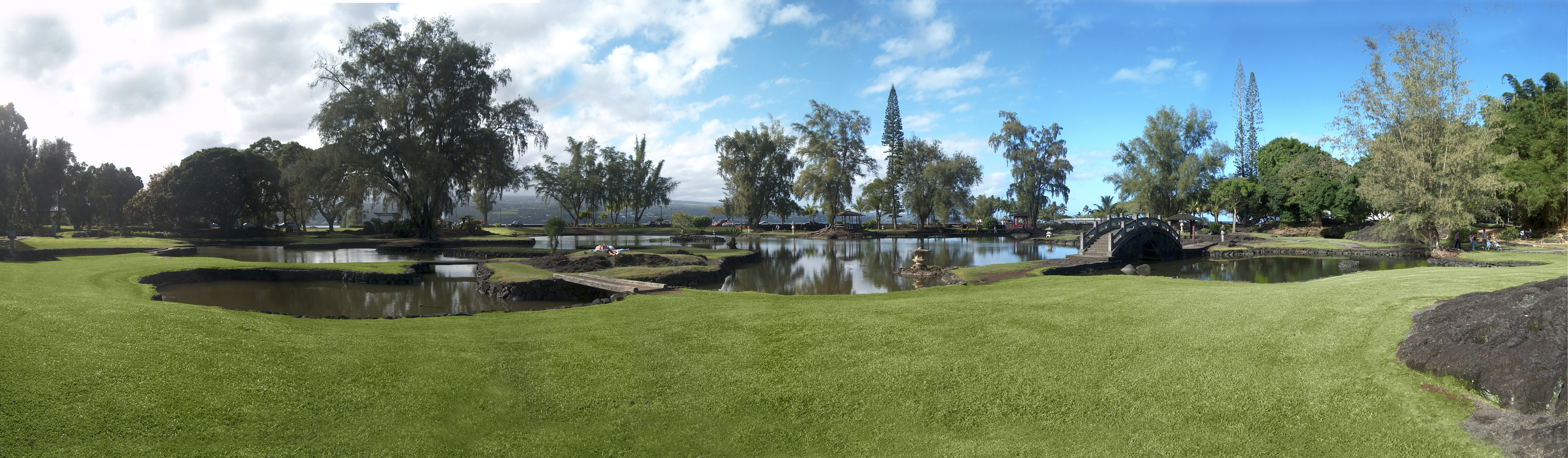
庭園の眺め